# Мошков, Анатолий Владимирович
Мошков Анатолий Владимирович (родился 15 августа 1959 года, Владивосток) — российский экономико-географ, заведующий лабораторией территориально-хозяйственный структур Тихоокеанского института географии ДВО РАН, председатель Дальневосточного отделения Ассоциации российских географов-обществоведов (с 2012). Доктор географических наук, профессор.

## Биография

### Образование
В 1981 году окончил геофизический факультет Дальневосточного государственного университета по специальности «География».
В 1981—1984 годах обучался в аспирантуре при Тихоокеанском институте географии ДВНЦ АН СССР.
В 1984 году защитил диссертацию на соискание ученой степени кандидата географических наук по теме «Процессы территориально-производственного комплексообразования в южной зоне Дальнего Востока». Защита диссертации состоялась в Институте географии имени В. Б. Сочавы СО РАН.
В 1998 году присвоено ученое звание «старший научный сотрудник».
В ноябре 2005 года защитил диссертацию на соискание ученой степени доктора географических наук по теме «Структурные изменения в территориально-отраслевых системах промышленности российского Дальнего Востока».

### Научная деятельность
- 1984—1989 — младший научный сотрудник Тихоокеанского института географии ДВНЦ АН СССР
- 1989—1993 — научный сотрудник Тихоокеанского института географии ДВО РАН
- 1993—1999 — старший научный сотрудник Тихоокеанского института географии ДВО РАН
- 1999—2013 — ведущий научный сотрудник, главный научный сотрудник Тихоокеанского института географии ДВО РАН
- 2005—2007 — доцент кафедры регионального анализа и устойчивого развития Института окружающей среды Дальневосточного государственного университета
- 2007—2011 — профессор кафедры регионального анализа и устойчивого развития Института окружающей среды Дальневосточного государственного университета
- 2011—2018 — профессор кафедры географии и устойчивого развития геосистем Дальневосточного федерального университета
- с 2012 — председатель Дальневосточного регионального отделения Ассоциации российских географов-обществоведов
- с 2013 — заведующий лабораторией территориально-хозяйственных структур Тихоокеанского института географии ДВО РАН

В составе коллектива ученых Тихоокеанского института географии ДВО РАН во главе с академиком РАН П. Я. Баклановым, совместно с профессорско-преподавательским составом Дальневосточного государственного университета принимал ведущее участие в создании новой научной школы «Экономическая, социальная и политическая география» на Дальнем Востоке. В Дальневосточном федеральном университете им разработан специальный курс «Географические основы маркетинга» и ведется чтение курсов «Территориальная организация хозяйства» и «География промышленности России».
А. В. Мошков является членом комиссии по научно-исследовательской деятельности Ассоциации российских географов-обществоведов. Результаты научных исследований А. В. Мошкова имеют большое практическое значение для развития хозяйственного комплекса дальневосточных районов. Наработки используются в создании и реализации региональных программ социально-экономического развития, решения административно-территориальных проблем. 
Главный редактор научного журнала «Тихоокеанская география» (с 2023; в 2020—2023 годах — заместитель главного редактора), член редакционных коллегий журналов «Регионалистика», «Региональные проблемы» и «Известия Восточного института».
Автор более 180 научных работ, многие научные статьи опубликованы в рецензируемых научных изданиях ВАК. Также он является автором 14 монографий, в том числе:
- Территориально-производственное комплексообразование на Дальнем Востоке. — Владивосток, 2001.
- Промышленные узлы Дальнего Востока. — Владивосток, 2005.
- Структурные изменения в региональных территориально-отраслевых системах промышленности российского Дальнего Востока. — Владивосток: Дальнаука, 2008.
- Региональное природопользование: методы изучения, оценки, управления. — Москва, 2002. Соавт.: Бакланов П. Я., Бровко П. Ф., Романов М. Т. и др.
- Территориальная организация хозяйства слабоосвоенных регионов России. — Владивосток, 2008. Соавт.: Романов М. Т.
- Изменения в территориальных структурах хозяйства и расселения Дальнего Востока при переходе к рыночной экономике. — Владивосток, 1996. — Соавт.: Бакланов П. Я., Романов М. Т.

Награжден Почетными грамотами президиума РАН и Профсоюза работников РАН. В 2010 г. присвоено почетное звание «Ветеран ДВО РАН». В 2021 г. отмечен Благодарностью Министерства науки и высшего образования РФ. 
Указом Президента РФ от 05.12.2022 г. №874 за значительный вклад в развитие науки награжден юбилейной медалью «300 лет Российской академии наук».

## Членство в научных и учебно-методических организациях
- 1981 — действительный член Русского географического общества
- 2012 — председатель координационного совета Дальневосточного отделения Ассоциации российских географов-обществоведов
- 2013 — член диссертационного совета на соискание ученой степени кандидата экономических наук при ДВФУ по специальностям 08.00.05 и 08.00.13
- 2017 — член диссертационного совета на соискание ученой степени кандидата и доктора географических наук при ТИГ ДВО РАН